# Bartira
Bartira (também conhecida como M'bicy ou Isabel Dias) foi uma indígena tupiniquim cuja trajetória foi importante para o estabelecimento da sociedade colonial no planalto paulista do século XVI.

## Biografia
Bartira era uma das filhas do famoso cacique Tibiriçá, um importante líder tupiniquim, e casou-se com o degredado português João Ramalho nos costumes locais. Posteriormente,tal união simbolizou o início da sociedade colonial no planalto paulista. Nas primeiras décadas do século XVI, era relativamente comum que náufragos e degredados assumissem posições de prestígio nas sociedades locais ao se casarem com mulheres indígenas. Na época, estas relações entre as nativas e os europeus eram a forma como as alianças políticas e diplomáticas eram construídas em várias partes dos impérios coloniais europeus. Tais uniões poderiam atender aos interesses das próprias nativas, permitindo que elas e suas famílias  tivessem acesso a bens materiais e políticos que fortaleciam os seus grupos de origem. O casamento com João Ramalho presumivelmente ocorreu em 1515, tendo durado mais de quarenta anos. Recebeu o nome de Isabel Dias ao ser batizada na religião católica pelos Jesuítas, no planalto de Piratininga. O casal teve oito filhos juntos, dos quais descenderam os principais membros das famílias da elite paulista colonial.

### Casamento
Bartira foi casada com o  português João Ramalho que, aliás, já era casado em terras portuguesas com Catarina Fernandes das Vacas. Mesmo com a petra scandali envolvendo João Ramalho e a adoção da vida indígena por parte do português, a Igreja via no casamento de ambos uma grande oportunidade para a conversão dos nativos por Bartira ser filha de Tibiriçá, líder indígena muito respeitado e de grande ajuda na conquista portuguesa do planalto paulista. O casal teve oito filhos: três mulheres e cinco homens. As mulheres casaram-se com portugueses recém-chegados que desempenharam importantes papéis políticos e econômicos na região. Joana Ramalho foi casada com Jorge Ferreira, que foi capitão mor da capitania de Santo Amaro e depois ouvidor da capitania de São Vicente. Além dela, Margarida Ramalho e Antônia Quaresma. Dentre os filhos, André Ramalho, o mais velho, é conhecido por ter acompanhado o padre Manuel da Nóbrega no sertão, a pedido do pai, para realizar trabalho com os índios. Os demais eram Vitório/Vitorino Ramalho, Marcos Ramalho, João/Jordão Ramalho e Antônio de Macedo (pai de Francisco Ramalho de Macedo, também conhecido como Tamarutaca, senhor da aldeia de Gunga). Joana Ramalho foi casada com Jorge Ferreira , André Ramalho foi casado com Maria Paes , Antônia Ramalho foi casada com Bartolomeu Dias Nunes Camacho. Não foram encontrados os nomes dos cônjuges de Margarida, Vitório , Marcos , João e Antônio Ramalho.  Além dos filhos tidos com Bartira, a prole de João Ramalho com outras mulheres era tão numerosa que Tomé de Sousa não ousava contar.

### Morte
Pouco se sabe acerca do falecimento de Bartira, algumas pesquisas apontam que ele ocorreu 1559, quando teria completado 54 anos. Enquanto outro documento data sua morte no ano de 1550, aos 60 anos de idade. Até o momento não existem registros que informem a causa da morte de Bartira.

### Descendentes
Bartira e João Ramalho tiveram oito filhos: André, Joana, Margarida, Vitorio ou Vitorino, Marcos, Jordão/João, estes com sobrenome Ramalho, e, ainda, Antônio de Macedo e Antônia Quaresma. Os netos conhecidos são Gregório Ramalho (filho de Vitório Ramalho), Francisco Ramalho Tamarutaca ( filho de Antônio Macedo), Joana Ferreira (filha de Joana Ramalho),uma senhora identificada apenas como N (filha de Joana Ramalho), Marquesa Ferreira ( Joana Ramalho). Os bisnetos da Bartira: Ana Camacho (Filha de N e Gonçalo Camacho).
Francisco Ramalho Tamarutaca era neto de Bartira e João Ramalho, filho de Antônio de Macedo, casou-se perante a Igreja três vezes, sendo a última delas com uma índia de nome Justina e teve filhos: Leonôr Ramalho e Dorothea Ramalho com a primeira esposa, de nome desconhecido; e Joanna Ramalho, Antonia Ramalho, Domingos Ramalho e Martinho com a segunda esposa Francisca Ramalho. Não teve nenhum filho com a última esposa. Participou junto com o pai de bandeira de Domingos Luiz Grou entre os anos de 1590 e 1593, que contou com a presença de brancos, índios tupinaes e mamelucos, na conquista dos índios de Mogi. Seu pai recebeu sesmaria junto com seu avô João Ramalho em território vizinho à aldeia Ururay, o que pode indicar que sua sesmaria de uma légua quadrada – dada em 1601 através do capitão mor de São Vicente, Roque Barreto, em nome do governador Lopo de Souza – também fosse uma aldeia indígena, a Aldeia de Guanga (como o próprio alegou em documento de seu inventário). A sesmaria foi doada por seus “serviços prestados dentro do sistema de mercês[...], ser filho de conquistador[...], ser bom cristão [...] e afim político” e, embora em sua posse, continuava adentrando os sertões à caça de índios. 
O filho de Antônio de Macedo, Francisco Ramalho Tamarutaca (3ª geração de nome cristão e índio mesclado) casou com uma índia (Justina forra) e também recebeu uma sesmaria para preservar sua aldeia Isso sugere estratégias indígenas de preservação de terras. Não se tratava, portanto, apenas de identidade cultural portuguesa, mas também de utilização do aparato jurídico-institucional português para preservar um modus vivendi indígena. Quem sabe a terra não era uma das motivações para os confrontos entre os índios, que se valeram das estruturas jurídicas portuguesas para tentar preservá-las? Tão importante, parece que o mameluco não deixou de ser índio, pois era socialmente conhecido como Tamarutaca, senhor da Aldeia de Gunga. Com efeito, como seu bisavô Martim Afonso Tibiriçá, o nome de Francisco Ramalho de Macedo era mesclado; precisamente, era designado também como Francisco Ramalho Tamarutaca.O genealogista Silva Leme confere como alcunha o que, no seiscentos, era sobrenome (ou apelido, no sentido de sobrenome).
Por parte de seu filho André, é trisavó do militar e bandeirante brasileiro Baltasar Carrasco dos Reis.

## Contexto Histórico
Os primeiros europeus chegaram no litoral de São Vicente no início do século XVI. Visando obter produtos tropicais solicitados pelos mercados do continente europeu, diversos reinos, em especial os atlânticos, iniciaram uma  expansão marítima de modo a ampliar suas rotas comerciais. Os europeus se inseriam nas sociedades indígenas através de uniões com as mulheres nativas. Adquiriam assim relações de parentesco que foram fundamentais para o comércio global de então. Apesar do ponto de partida da colonização de São Vicente ser associado a Martim Afonso de Souza, é necessário destacar o papel desempenhado por outros portugueses e tupiniquins que já viviam na região e viabilizaram o estabelecimento da sociedade colonial.
A presença dos portugueses no litoral vicentino foi aceita pelos tupiniquins justamente por eles não apresentarem nenhuma ameaça ao seu bem-estar. Além disso, eles  entendiam que a presença lusitana poderia auxiliá-los belicamente contra seus inimigos. Os portugueses reconheceram de imediato a possibilidade de usar as guerras entre diferentes aldeias como forma de garantir a conquista sobre a região. Guerras como obtenção de escravos. São Vicente já era conhecido como porto de escravos antes mesmo de Martim Afonso de Souza. Parte desses escravizados eram vendidos em Lisboa e Sevilha.

## Memória

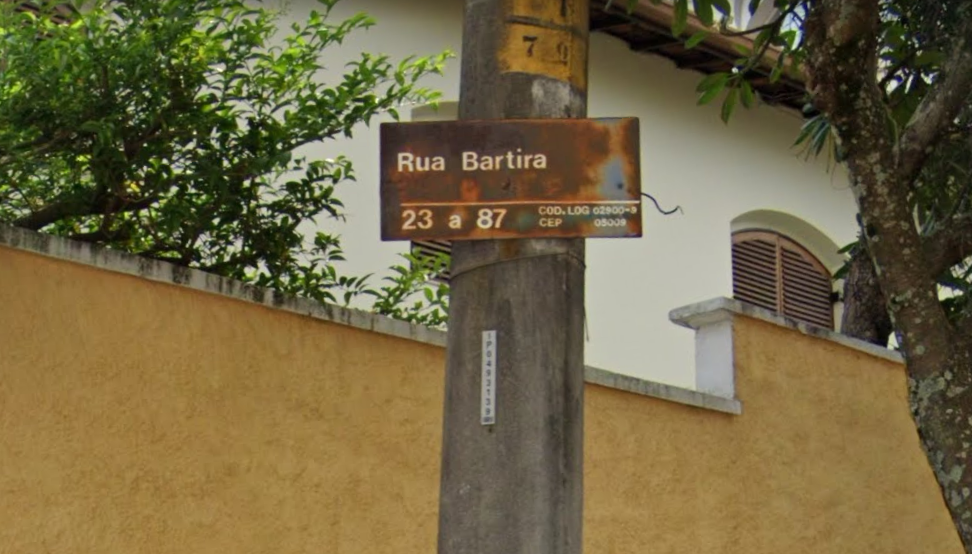
Placa de rua em homenagem a Bartira. Bairro de Perdizes, São Paulo.

Nos dias atuais, faltam políticas de memória que visem manter vivo o legado deixado por Bartira. Os relatos em que ela está inserida pouco mencionam o fato dela ter sido uma mulher índígena de bastante influência, guerreira e que falava muitas línguas. Sua imagem está sempre ligada ao seu pai Tibiriçá e ao seu marido João Ramalho, conferindo pouco protagonismo a sua história. 
Faltam também políticas de preservação e segurança do patrimônio público, a escultura da Bartira feita pelo escultor João Batista Ferri, que se encontrava em São Paulo-SP, foi perdida em uma das invasões no local. Junto com ela, pias e placas de bronze também foram levadas e o local foi completamente depredado. Como forma de tentar amenizar o descaso público com relação à memória de Bartira o seu nome foi colocado em algumas ruas de São Paulo para que de alguma forma o seu legado continue entre nós.
Ainda sobre a estátua de Bartira, é importante mencionar a sua espacialidade. A sua escultura encontrava-se virada para um Casarão do Século XVI que até um tempo atrás estava completamente abandonado mesmo estando no centro da Vila Itaim. Vale lembrar, que o poeta Mário de Andrade, grande defensor do espaço, sugeriu o tombamento do local, que só foi concedido décadas depois nos anos 90. Nos dias atuais, esforços feitos pela prefeitura buscam a revitalização do lugar, mas sem uma proposta efetiva de refazer a figura de Bartira.